# Schwanau
Schwanau är en kommun i Ortenaukreis i regionen Südlicher Oberrhein i Regierungsbezirk Freiburg i förbundslandet Baden-Württemberg i Tyskland. 
Kommunen bildades 1 juli 1972 genom en sammanslagning av kommunerna Ottenheim, Allmannsweier och Nonnenweier.
Kommunen ingår i kommunalförbundet Schwanau tillsammans med kommunen Meißenheim.